# Michał Jan Tyzenhauz
Michał Jan Tyzenhauz herbu Bawół – mostowniczy wileński w latach 1732–1734, derewniczy wileński w latach 1732–1734, budowniczy wileński w latach 1732–1734, podkomorzy wileński do 1734 roku, chorąży nadworny Wielkiego Księstwa Litewskiego w 1710 roku, starosta inturski i wasilkowski.
Poseł województwa wileńskiego na sejm nadzwyczajny 1733 roku.